# Alex Mighten
Alex Mighten, né le 11 avril 2002 à West Hartford, est un footballeur anglais qui joue au poste d'ailier au San Diego FC.

## Biographie
Alex Mighten est né à West Hartford dans le Connecticut aux États-Unis où son père, Eddie Mighten, travaillait pour ESPN,. À l'âge de 3 ans, il rentre néanmoins avec sa famille à Nottingham, en Angleterre, dont ses parents sont originaires.

### Carrière en club

#### Nottingham Forest et prêts successifs
Passé par le club de la ville d'Arnold dans le Nottinghamshire, Alex Mighten rejoint le centre de formation de Nottingham Forest à l'âge de 8 ans.
Il fait ses débuts professionnels avec les Foresters le 24 septembre 2019, entrant en jeu à la 78e minute d'une défaite 5-0 contre Arsenal en Coupe de la Ligue.
Il est titularisé une première fois avec le club le 5 janvier 2020, lors d'une défaite 2-0 contre Chelsea en FA Cup. Mighten impressionne lors de ce match, étant notamment très proche de provoquer un penalty décisif, finalement annulé par la VAR à la suite d'une position de hors-jeu marginale.
Le 29 août 2022, il est prêté à Sheffield Wednesday pour la saison.

#### San Diego FC
Le 31 août 2024, il rejoint le San Diego FC, franchise nouvellement créée, à compter de 2025 jusqu'en 2026, avec une option pour 2027,.

### Carrière en sélection
International anglais en équipes de jeunes, Mighten a connu toutes les sélections des moins de 15 aux moins de 18 ans. Il reçoit également sa première convocation avec les moins de 19 ans en mars 2021, alors que toutes les compétitions de jeunes ont été annulées à cause du covid.
Éligible avec la sélection américaine du fait de sa naissance, il n'a néanmoins jamais été convoqué avec la sélection ni exprimé de volonté d'en faire partie, alors qu'il s'affirme en tant que footballeur professionnel en Angleterre lors de la saison 2020-21.